# 马丁·博奎斯特
马丁·博奎斯特（瑞典語：Martin Boquist，1977年2月2日—），生于哥德堡，瑞典男子手球运动员。他曾代表瑞典国家队参加2000年夏季奥林匹克运动会手球比赛，获得一枚银牌。